# Павловская (Владимирская область)
Павловская — деревня в Судогодском районе Владимирской области России, входит в состав Вяткинского сельского поселения.

## География
Деревня расположена в 3 км на юг от центра поселения деревни Вяткино, в 12 км на юго-восток от Владимира и в 31 км к северо-западу от райцентра Судогды.

## История
В конце XIX — начале XX века деревня входила в состав Погребищенской волости Владимирского уезда, с 1926 года — во Владимирской волости. 
В 1859 году в деревне числилось 15 дворов, в 1905 году — 18 дворов, в 1926 году — 21 хозяйств.
С 1929 года деревня входила с состав Погребищенского сельсовета Владимирского района, с 1965 года — Бараковского сельсовета Судогодского района, с 2005 года — в составе Вяткинского сельского поселения.

## Население
| 1859 | 1905 | 1926 |
| ---- | ---- | ---- |
| 105  | 104  | 103  |

| 1859 | 1905 | 1926 | 2002 | 2010 | 2021 |
| ---- | ---- | ---- | ---- | ---- | ---- |
| 105  | ↘104 | ↘103 | ↘10  | ↘2   | ↗10  |